# Эль-Джебель-эль-Гарби
Эль-Джебель-эль-Гарби (араб. الجبل الغربي‎) — административный район в Ливии. Административный центр — город Гарьян. Население 304 159 человек по данным 2006 года.

## Климат
Климат в Эль-Джебель-эль-Гарби — семиаридный. В течение года выпадает мало осадков. Самый засушливый месяц — июль. Большая часть осадков выпадает в январе.

## Географическое положение
Внутри страны Эль-Джебель-эль-Гарби граничит со следующими муниципалитетами:
- На севере: Мисурата, Эль-Маргаб, Триполи, Эль-Джифара, Эз-Завия, Эн-Нугат-эль-Хумс.
- На западе: Налут.
- На востоке: Сурт, Эль-Джуфра.
- На юге: Вади-эш-Шати.